# Takahiko Kozuka
Takahiko Kozuka (Nagoya; 27 de febrero de 1989) es un patinador sobre hielo japonés, subcampeón del mundo en Moscú 2011.
Kozuka además, ganó el Skate America de 2012 superando por sus compatriotas Yuzuru Hanyu (plata) y Tatsuki Machida (bronce).